# 국도 제22호선
국도 제22호선 (國道第二十二號線)은 전북특별자치도 정읍시 연지동 연지사거리에서 전라남도 순천시 중앙동 의료원앞 교차로를 잇는 대한민국의 일반 국도이다.

## 역사
- 1971년 8월 31일 : 일반국도노선지정령에 의해 국도 제22호선 영광 ~ 순천선이 됨.[1]
- 1981년 3월 14일 : 기점을 '전라북도 영광군 법성면 법성포'에서 '전라북도 정읍군 정주읍'로 연장함. 이에 따라 '영광 ~ 순천선'에서 '정주 ~ 순천선'이 됨.[2]
- 1981년 5월 30일 : 대통령령 제10247호 일반국도노선지정령 개정에 따라 연장된 60 km 구간으로 도로구역 변경[3]
- 1981년 8월 17일 : 국도로 승격된 영광군 법성면 용덕리 ~ 대덕리 5.01km 구간 개통[4]
- 1986년 5월 13일 : 기점을 '전라북도 정읍군 정주읍'에서 '전라북도 정주시'로 변경함.[5]
- 1994년 1월 18일 : 동복 ~ 광천간 도로(화순군 동면 구암리 ~ 승주군 주암면 광천리) 21.4km 구간 확장 개통[6][7]
- 1996년 7월 1일 : 기점을 '전라북도 정주시'에서 '전라북도 정읍시'로 변경함. 이에 따라 '정읍 ~ 순천선'이 됨.[8]
- 1997년 7월 22일 : 정주 ~ 흥덕간 도로(정읍시 정일동 ~ 고창군 흥덕면 동사리) 구간 확장 개통[9]
- 1999년 9월 16일 : 순천시 서면 대구리 160m 구간 개량 개통, 기존 250m 구간 폐지[10]
- 2001년 1월 1일 : 법성 ~ 영광간 도로(영광군 법성면 화천리 ~ 영광군 영광읍 학정리) 13.38 km 구간 확장 개통, 기존 10.58 km 구간 폐지[11]
- 2003년 1월 13일 : 불갑지구 농촌용수개발사업으로 영광군 묘량면 신천리 ~ 영광읍 학정리 2.2 km 구간 이설 개통, 기존 구간 폐지[12]
- 2003년 12월 1일 : 2004년 2월 28일까지 밀재터널(영광군 묘량면 연암리 ~ 함평군 해보면 금덕리) 3.5km 구간 임시 개통[13]
- 2004년 4월 26일 : 화순 ~ 동면 구간 4차선 확장 개통.[14]
- 2004년 7월 5일 : 화순군 동복면 읍애리 ~ 연월리 1.3km 구간 일부 개통[15]
- 2004년 8월 20일 : 화순군 동복면 읍애리 ~ 유천리 5.8km 구간 일부 개통[16]
- 2004년 11월 20일 : 2005년 3월 10일까지 밀재터널(영광군 묘량면 연암리 ~ 함평군 해보면 금덕리) 3.5km 구간 임시 개통[17]
- 2005년 9월 15일 : 화순군 동면 백용리 ~ 복암리 6.5km 구간 확장 개통, 기존 화순군 동면 용포리 ~ 복암리 9.0km 구간 폐지[18]
- 2005년 10월 31일 : 동면 ~ 용포 구간 4차선 이설 개통.[19]
- 2006년 1월 25일 : 영광 ~ 해보간 도로(영광군 영광읍 학정리 ~ 함평군 해보면 금덕리) 11.5km 구간 부분 개통[20]
- 2006년 5월 3일 : 영광 ~ 해보간 도로(함평군 해보면 금덕리 ~ 해보리) 1.7km 구간 부분 개통[21]
- 2007년 5월 31일 : 영광 ~ 해보간 도로(함평군 해보면 해보리 ~ 월야면 외치리) 5.7km 구간 부분 개통[22]
- 2007년 6월 30일 : 선운사 ~ 흥덕간 도로(고창군 아산면 삼인리 ~ 흥덕면 흥덕리) 10.276 km 구간 확장 개통, 기존 고창군 아산면 삼인리 ~ 흥덕면 동사리 13.9km 구간 폐지[23]
- 2007년 9월 7일 : 영광 ~ 해보간 도로(함평군 월야면 외치리) 540m 구간 확장 개통 및 기존 영광군 영광읍 학정리 ~ 함평군 월야면 외치리 19.34km 구간 폐지, 밀재터널 개통[24][25]
- 2013년 10월 25일 : 광주 ~ 화순 구간 8차로 확장 개통.[26]
- 2014년 11월 21일 : 화순 ~ 광주간 도로 및 화순터널(전라남도 화순군 화순읍 대리 교리 교차로 ~ 광주광역시 동구 내남동 내지 교차로) 5.7 km 구간 확장 개통[27]
- 2015년 3월 27일 : 시점을 정읍시 수성동 정읍시청 앞 도로원표에서 연지동 연지사거리로 변경[28]
- 2017년 11월 20일 : 승주우회도로(순천시 승주읍 신전리 ~ 서면 학구리) 10.72 km 구간 확장 개통, 기존 순천시 승주읍 신전리 ~ 봉덕리 1.25 km 구간과 순천시 승주읍 서평리 ~ 서면 대구리 6.72 km 구간 폐지[29]

## 주요 경유지
전북특별자치도
- 정읍시 (연지동 · 농소동 · 공평동 · 용계동 · 소성면) - 고창군 (성내면 · 흥덕면 · 부안면 · 아산면 · 심원면 · 해리면 · 상하면 · 공음면)

전라남도
- 영광군 (법성면 · 영광읍 · 군서면 · 영광읍 · 묘량면) - 함평군 (해보면 · 월야면)

광주광역시
- 광산구 (삼거동 · 오운동 · 도덕동 · 지평동 · 송산동 · 지평동 · 서봉동 · 선암동 · 운수동 · 소촌동 · 신촌동 · 우산동) - 서구 (벽진동 · 마륵동 · 치평동 · 쌍촌동 · 내방동 · 화정동 · 농성동) - 남구 (월산동 · 백운동 · 주월동 · 방림동) - 동구 (학동 · 소태동 · 용산동 · 소태동 · 월남동 · 내남동 · 선교동)

전라남도
- 화순군 (화순읍 · 동면 · 이서면 · 동복면) - 순천시 (주암면 · 승주읍 · 서면 · 가곡동 · 석현동 · 매곡동 · 중앙동 · 저전동 · 인제동 · 남정동 · 덕월동)

## 노선

### 전북특별자치도
| 이름                                                              | 접속 노선                                   | 소재지 | 소재지                                      | 비고                                                                        |
| ----------------------------------------------------------------- | ------------------------------------------- | ------ | ------------------------------------------- | --------------------------------------------------------------------------- |
| 연지사거리                                                        | 지방도 제701호선 (서부산업도로)             | 정읍시 | 연지동                                      | 기점 국도 제29호선과 중복                                                   |
| 정주지하차도                                                      |                                             | 정읍시 | 연지동                                      | 국도 제29호선과 중복                                                        |
| 롯데마트 정읍점                                                   | 벚꽃로                                      | 정읍시 | 농소동                                      | 국도 제29호선과 중복 정읍 나들목과 연결 지방도 제705호선과 연결             |
| 정일여자중학교 농소동주민센터                                     |                                             | 정읍시 | 농소동                                      | 국도 제29호선과 중복                                                        |
| 주천삼거리                                                        | 국도 제29호선 (영원로)                      | 정읍시 | 농소동                                      | 국도 제29호선과 중복                                                        |
| 주동삼거리                                                        | 저동길                                      | 정읍시 | 소성면                                      |                                                                             |
| 소성사거리                                                        | 보화1길 춘수1길                             | 정읍시 | 소성면                                      |                                                                             |
| 와석삼거리                                                        | 보화1길                                     | 정읍시 | 소성면                                      |                                                                             |
| 월성 교차로                                                       | 둥둥바우길 외토길                           | 고창군 | 성내면                                      |                                                                             |
| 성내삼거리                                                        | 시기1길                                     | 고창군 | 성내면                                      |                                                                             |
| 성내교                                                            |                                             | 고창군 | 성내면                                      |                                                                             |
| 동산삼거리                                                        | 시기1길                                     | 고창군 | 성내면                                      |                                                                             |
| 흥덕교                                                            |                                             | 고창군 | 성내면                                      |                                                                             |
|                                                                   | 흥덕면                                      | 고창군 |                                             |                                                                             |
| 제하사거리                                                        | 국도 제23호선 (부안로) 선운대로 제하길      | 고창군 | 국도 제23호선과 중복                        |                                                                             |
| 목화 교차로                                                       | 흥덕로                                      | 고창군 | 국도 제23호선과 중복                        |                                                                             |
| (목화교)                                                          | 국도 제23호선 (고인돌대로) 지방도 제734호선 | 고창군 | 지방도 제734호선과 중복                     |                                                                             |
| 야동 교차로                                                       | 선운대로                                    | 고창군 | 지방도 제734호선과 중복 하행 진출만 가능    |                                                                             |
| 선운산 나들목 (석교 교차로)                                       | 15호선 서해안고속도로 선운대로              | 고창군 | 지방도 제734호선과 중복                     |                                                                             |
| 봉선교                                                            |                                             | 고창군 | 지방도 제734호선과 중복                     |                                                                             |
|                                                                   | 부안면                                      | 고창군 | 지방도 제734호선과 중복                     |                                                                             |
| 덕흥 교차로                                                       | 지방도 제734호선 (복분자로)                 | 고창군 | 지방도 제734호선과 중복                     |                                                                             |
| 번영교                                                            |                                             | 고창군 |                                             |                                                                             |
| 상등 교차로                                                       | 전봉준로                                    | 고창군 | 지방도 제734호선과 연결                     |                                                                             |
| 상용터널                                                          |                                             | 고창군 | 연장 195m                                   |                                                                             |
| 용산1 교차로                                                      | 지방도 제734호선 (운곡로)                   | 고창군 | 지방도 제734호선과 중복 용산2 교차로와 연결 |                                                                             |
| 선운사터널                                                        |                                             | 고창군 | 지방도 제734호선과 중복 연장 576m           |                                                                             |
| 선운사터널                                                        | 아산면                                      | 고창군 | 지방도 제734호선과 중복 연장 576m           |                                                                             |
| 인천강교                                                          |                                             | 고창군 | 지방도 제734호선과 중복                     |                                                                             |
| 반암 교차로                                                       | 복분자로                                    | 고창군 | 지방도 제734호선과 중복                     |                                                                             |
| 삼인 교차로                                                       | 선운사로 연기길                             | 고창군 | 지방도 제734호선과 중복                     |                                                                             |
| 삼인교                                                            |                                             | 고창군 | 지방도 제734호선과 중복                     |                                                                             |
| 용선삼거리                                                        | 지방도 제734호선 (인촌로)                   | 고창군 | 지방도 제734호선과 중복                     | 심원면                                                                      |
| 심원초등학교 심원면 행정복지센터 심원버스정류장 심원중학교 도천교 |                                             | 고창군 |                                             | 심원면                                                                      |
| (도천)                                                            | 도천로                                      | 고창군 |                                             | 심원면                                                                      |
| (신방)                                                            | 고전로                                      | 고창군 |                                             | 심원면                                                                      |
| 궁산교                                                            |                                             | 고창군 | 해리면                                      |                                                                             |
| 팔형치사거리                                                      | 국도 제77호선 (동호로) 금평길               | 고창군 | 해리면                                      | 국도 제77호선과 중복                                                        |
| 궁산교궁산 교차로                                                 | 국가지원지방도 제15호선 (동서대로)          | 고창군 | 해리면                                      | 국도 제77호선과 중복 국가지원지방도 제15호선과 중복                         |
| 왕거삼거리                                                        | 왕촌화산길                                  | 고창군 | 해리면                                      | 국도 제77호선과 중복 국가지원지방도 제15호선과 중복                         |
| 방축삼거리                                                        | 사반로                                      | 고창군 | 해리면                                      | 국도 제77호선과 중복 국가지원지방도 제15호선과 중복                         |
| 지로사거리                                                        | 지방도 제733호선 (나성로)                   | 고창군 | 해리면                                      | 국도 제77호선과 중복 국가지원지방도 제15호선과 중복 지방도 제733호선과 중복 |
| (송곡마을)                                                        | 송림산로                                    | 고창군 | 상하면                                      | 국도 제77호선과 중복 국가지원지방도 제15호선과 중복 지방도 제733호선과 중복 |
| 검산삼거리                                                        | 상하로 검산길                               | 고창군 | 상하면                                      | 국도 제77호선과 중복 국가지원지방도 제15호선과 중복 지방도 제733호선과 중복 |
| 상하터미널                                                        |                                             | 고창군 | 상하면                                      | 국도 제77호선과 중복 국가지원지방도 제15호선과 중복 지방도 제733호선과 중복 |
| 신사거리                                                          | 상하1길                                     | 고창군 | 상하면                                      | 국도 제77호선과 중복 국가지원지방도 제15호선과 중복 지방도 제733호선과 중복 |
| 상하 교차로                                                       | 지방도 제733호선 (진암구시포로)             | 고창군 | 상하면                                      | 국도 제77호선과 중복 국가지원지방도 제15호선과 중복 지방도 제733호선과 중복 |
| 용덕삼거리                                                        | 상하로                                      | 고창군 | 상하면                                      | 국도 제77호선과 중복 국가지원지방도 제15호선과 중복                         |
| 용대삼거리                                                        | 국도 제77호선 (샘목로)                      | 고창군 | 상하면                                      | 국도 제77호선과 중복 국가지원지방도 제15호선과 중복                         |
| (마래주유소)                                                      | 단덕로 마래길                               | 고창군 | 공음면                                      | 국가지원지방도 제15호선과 중복                                              |
| 구암교 고창무장동학농민혁명기포지 개갑순교성지                    |                                             | 고창군 | 공음면                                      | 국가지원지방도 제15호선과 중복                                              |
| 공음삼거리                                                        | 참나무정1길                                 | 고창군 | 공음면                                      | 국가지원지방도 제15호선과 중복                                              |
| 신평삼거리                                                        | 공음길                                      | 고창군 | 공음면                                      | 국가지원지방도 제15호선과 중복                                              |

### 전라남도(광주광역시이북 구간)
| 이름                           | 접속 노선                                                 | 소재지 | 소재지                        | 비고                           |
| ------------------------------ | --------------------------------------------------------- | ------ | ----------------------------- | ------------------------------ |
| 삼덕삼거리                     | 용성월산로1길                                             | 영광군 | 법성면                        | 국가지원지방도 제15호선과 중복 |
| 대덕삼거리                     | 용성월산로                                                | 영광군 | 법성면                        | 국가지원지방도 제15호선과 중복 |
| 성재 교차로                    | 국가지원지방도 제15호선 (용덕로)                          | 영광군 | 법성면                        | 국가지원지방도 제15호선과 중복 |
| 복용삼거리                     | 영광로                                                    | 영광군 | 법성면                        | 상행 진입 불가 하행 진출 불가  |
| 지안일삼거리                   | 신장길                                                    | 영광군 | 법성면                        |                                |
| 와탄교                         |                                                           | 영광군 | 법성면                        |                                |
|                                | 영광읍                                                    | 영광군 |                               |                                |
| 덕호삼거리                     | 덕호로                                                    | 영광군 | 양방향 진출만 가능            |                                |
| 칠성삼거리                     | 덕호로                                                    | 영광군 |                               |                                |
| 덕호교                         |                                                           | 영광군 |                               |                                |
| 신월삼거리                     | 덕호로                                                    | 영광군 | 상행 진출 불가 하행 진입 불가 |                                |
| 장동 교차로                    | 월현로                                                    | 영광군 | 상행 진입 불가 하행 진출 불가 |                                |
| 신평 교차로                    | 국도 제23호선 (영대로) 지방도 제805호선 (백수로) (월현로) | 영광군 | 국도 제23호선과 중복          |                                |
| 신하 교차로                    | 신남로                                                    | 영광군 | 국도 제23호선과 중복          |                                |
| 종산 교차로                    | 지방도 제808호선 (천년로)                                 | 영광군 | 국도 제23호선과 중복          |                                |
| 녹사교                         |                                                           | 영광군 | 국도 제23호선과 중복          |                                |
| 녹사 교차로                    | 국도 제23호선 (함영로)                                    | 영광군 | 국도 제23호선과 중복          |                                |
| 학정 교차로                    | 중앙로                                                    | 영광군 | 상행 진출 불가 하행 진입 불가 |                                |
| 학정교                         | 밀재로                                                    | 영광군 | 상행 진입 불가 하행 진출 불가 |                                |
| 묘량육교                       |                                                           | 영광군 | 묘량면                        |                                |
| 신천 교차로                    | 밀재로                                                    | 영광군 | 묘량면                        |                                |
| 용정육교                       |                                                           | 영광군 | 묘량면                        |                                |
| 불갑사진입로 교차로 (삼학육교) | 밀재로 불갑사로                                           | 영광군 | 묘량면                        | 상행 진출 불가 하행 진입 불가  |
| 삼산교 포천교 신성교           |                                                           | 영광군 | 묘량면                        |                                |
| 삼포육교                       | 밀재로                                                    | 영광군 | 묘량면                        | 상행 진출 불가 하행 진입 불가  |
| 팔음교 팔음육교                |                                                           | 영광군 | 묘량면                        |                                |
| 밀재터널                       |                                                           | 영광군 | 묘량면                        | 상행 연장 968m 하행 연장 958m  |
| 밀재터널                       |                                                           | 함평군 | 해보면                        | 상행 연장 968m 하행 연장 958m  |
| 구계육교 금덕육교              |                                                           | 함평군 | 해보면                        |                                |
| 금덕 교차로                    | 밀재로                                                    | 함평군 | 해보면                        | 상행 진입 불가 하행 진출 불가  |
| 신촌 교차로                    | 지방도 제838호선 (신해로)                                 | 함평군 | 해보면                        | 상행 진출 불가 하행 진입 불가  |
| 묘산육교                       |                                                           | 함평군 | 해보면                        |                                |
| 해보 교차로                    | 해삼로                                                    | 함평군 | 해보면                        |                                |
| 용산 교차로                    | 국도 제24호선 (함장로)                                    | 함평군 | 해보면                        |                                |
| 문장교                         |                                                           | 함평군 | 해보면                        |                                |
|                                | 월야면                                                    | 함평군 |                               |                                |
| 월야 교차로                    | 지방도 제838호선 (문화로)                                 | 함평군 |                               |                                |
| 금석육교 검산육교              |                                                           | 함평군 |                               |                                |
| 석보육교                       | 밀재로                                                    | 함평군 | 하행 진출만 가능              |                                |
| 백야육교                       | 백야길                                                    | 함평군 |                               |                                |
| 외치 교차로                    | 밀재로                                                    | 함평군 |                               |                                |

### 광주광역시
| 이름                                         | 접속 노선                                                                | 소재지     | 소재지                                                                             | 비고                          |
| -------------------------------------------- | ------------------------------------------------------------------------ | ---------- | ---------------------------------------------------------------------------------- | ----------------------------- |
| 삼거 교차로                                  | 노안삼도로 삼도로                                                        | 광주광역시 | 광산구                                                                             | 상행 진출 불가 하행 진입 불가 |
| 오운 교차로                                  | 삼도로                                                                   | 광주광역시 | 광산구                                                                             | 상행 진입 불가 하행 진출 불가 |
| 양촌교 도덕1교                               |                                                                          | 광주광역시 | 광산구                                                                             |                               |
| 삼도 교차로                                  | 삼도로                                                                   | 광주광역시 | 광산구                                                                             | 상행 진출 불가 하행 진입 불가 |
| 지정교                                       | 삼도로 삼도세동길                                                        | 광주광역시 | 광산구                                                                             |                               |
| 지평 교차로                                  | 국가지원지방도 제49호선 (빛가람장성로)                                   | 광주광역시 | 광산구                                                                             |                               |
| 운평교                                       |                                                                          | 광주광역시 | 광산구                                                                             |                               |
| 송산대교                                     | 박호등임로 삼도로 사이동길                                               | 광주광역시 | 광산구                                                                             | 상행 진출 불가 하행 진입 불가 |
| 호남대학교 광산캠퍼스                        |                                                                          | 광주광역시 | 광산구                                                                             |                               |
| 운수 교차로                                  | 동곡로                                                                   | 광주광역시 | 광산구                                                                             | 운수 나들목과 간접 연결       |
| 광주광산경찰서                               |                                                                          | 광주광역시 | 광산구                                                                             |                               |
| 소촌산단삼거리                               | 소촌로                                                                   | 광주광역시 | 광산구                                                                             |                               |
| 금호타이어                                   |                                                                          | 광주광역시 | 광산구                                                                             |                               |
| 송정지하차도                                 |                                                                          | 광주광역시 | 광산구                                                                             |                               |
| (이름 없음)                                  | 상무대로 내상로                                                          | 광주광역시 | 광산구                                                                             |                               |
| 어룡동 행정복지센터                          |                                                                          | 광주광역시 | 광산구                                                                             |                               |
| 송정공원역                                   | 송정공원로 광산로89번길                                                  | 광주광역시 | 광산구                                                                             |                               |
| 광주경영고등학교                             |                                                                          | 광주광역시 | 광산구                                                                             |                               |
| 송도로입구                                   | 국도 제13호선 (송도로)                                                   | 광주광역시 | 광산구                                                                             |                               |
| 송정 나들목                                  | 국도 제13호선 (사암로)                                                   | 광주광역시 | 광산구                                                                             |                               |
| 광주공항 (공항역)                            |                                                                          | 광주광역시 | 광산구                                                                             |                               |
| 극락교                                       |                                                                          | 광주광역시 | 광산구                                                                             |                               |
|                                              | 서구                                                                     | 광주광역시 |                                                                                    |                               |
| 극락교 교차로                                | 천변좌하로                                                               | 광주광역시 |                                                                                    |                               |
| 서창 교차로                                  | 제2순환로                                                                | 광주광역시 |                                                                                    |                               |
| 김대중컨벤션센터역                           | 광주광역시도 제75호선 (상무누리로)                                       | 광주광역시 |                                                                                    |                               |
| 상무대로입구                                 | 광주광역시도 제73호선 (상무공원로)                                       | 광주광역시 |                                                                                    |                               |
| 상무역                                       | 광주광역시도 제74호선 (상무중앙로)                                       | 광주광역시 |                                                                                    |                               |
| 상무지구입구                                 | 광주광역시도 제62호선 (운천로)                                           | 광주광역시 |                                                                                    |                               |
| 운천역                                       | 상무민주로 상무대로884번길                                               | 광주광역시 |                                                                                    |                               |
| 호남대학교 쌍촌캠퍼스                        |                                                                          | 광주광역시 |                                                                                    |                               |
| 쌍촌역 (쌍촌역 교차로) (천주교 광주대교구청) | 광주광역시도 제32호선 (월드컵4강로)                                      | 광주광역시 |                                                                                    |                               |
| 화정역                                       | 화문로                                                                   | 광주광역시 |                                                                                    |                               |
| 농성역 (농성 교차로) (농성지하차도)          | 국도 제1호선 (대남대로) (죽봉대로) 상무대로                              | 광주광역시 | 국도 제1호선과 중복                                                                |                               |
| 건강관리협회 교차로                          | 화정로                                                                   | 광주광역시 | 국도 제1호선과 중복                                                                |                               |
| (이름 없음)                                  | 금화로                                                                   | 광주광역시 | 국도 제1호선과 중복                                                                | 남구                          |
| 주월 교차로                                  | 회재로                                                                   | 광주광역시 | 국도 제1호선과 중복                                                                | 남구                          |
| 백운 교차로 (백운고가차도)                   | 국도 제1호선 국가지원지방도 제60호선 (서문대로)                          | 광주광역시 | 국도 제1호선과 중복 국가지원지방도 제60호선과 중복                                 | 남구                          |
| 남광교                                       |                                                                          | 광주광역시 | 국가지원지방도 제60호선과 중복 남광주고가도로                                      | 남구                          |
| 남광교                                       | 동구                                                                     | 광주광역시 | 국가지원지방도 제60호선과 중복 남광주고가도로                                      |                               |
| 남광주고가 교차로                            | 광주광역시도 제13호선 (천변우로)                                         | 광주광역시 | 국가지원지방도 제60호선과 중복 남광주고가도로                                      |                               |
| 남광주 교차로 (남광주역)                     | 국도 제29호선 국가지원지방도 제55호선 국가지원지방도 제60호선 (필문대로) | 광주광역시 | 국도 제29호선과 중복 국가지원지방도 제55호선과 중복 국가지원지방도 제60호선과 중복 |                               |
| 학동시외버스정류소                           |                                                                          | 광주광역시 | 국도 제29호선과 중복 국가지원지방도 제55호선과 중복                                |                               |
| 학동삼거리 (학동·증심사입구역)               | 의재로 남문로701번길                                                     | 광주광역시 | 국도 제29호선과 중복 국가지원지방도 제55호선과 중복                                |                               |
| 원지교 교차로                                | 중심천로 광주광역시도 제13호선 (천변우로)                                | 광주광역시 | 국도 제29호선과 중복 국가지원지방도 제55호선과 중복                                |                               |
| 동구문화센터 지원1동행정복지센터             |                                                                          | 광주광역시 | 국도 제29호선과 중복 국가지원지방도 제55호선과 중복                                |                               |
| 소태역 교차로 (소태역시외버스정류소)         | 지원로 남문로587번길                                                     | 광주광역시 | 국도 제29호선과 중복 국가지원지방도 제55호선과 중복                                |                               |
| 지원2동행정복지센터                          |                                                                          | 광주광역시 | 국도 제29호선과 중복 국가지원지방도 제55호선과 중복                                |                               |
| 지원 교차로                                  | 제2순환로                                                                | 광주광역시 | 국도 제29호선과 중복 국가지원지방도 제55호선과 중복                                |                               |
| 내지 교차로                                  | 남문로                                                                   | 광주광역시 | 국도 제29호선과 중복 국가지원지방도 제55호선과 중복                                |                               |
| 내남교 선교교                                |                                                                          | 광주광역시 | 국도 제29호선과 중복 국가지원지방도 제55호선과 중복                                |                               |
| 신너릿재터널                                 |                                                                          | 광주광역시 | 국도 제29호선과 중복 국가지원지방도 제55호선과 중복 상행 연장 770m 하행 연장 760m  |                               |

- 이전 노선 (2014년 11월 이전 구간) : 지원 교차로 - 너릿재터널(상행 615m, 하행 420m)

### 전라남도(광주광역시이남 구간)
| 이름                           | 접속 노선                                      | 소재지 | 소재지                                              | 비고                                                                              |
| ------------------------------ | ---------------------------------------------- | ------ | --------------------------------------------------- | --------------------------------------------------------------------------------- |
| 신너릿재터널                   |                                                | 화순군 | 화순읍                                              | 국도 제29호선과 중복 국가지원지방도 제55호선과 중복 상행 연장 770m 하행 연장 760m |
| 중촌 나들목                    | 은곡길                                         | 화순군 | 화순읍                                              | 국도 제29호선과 중복 국가지원지방도 제55호선과 중복 상행 진입 불가 하행 진출 불가 |
| 교리 나들목                    | 화보로 서양로 쌍충로                           | 화순군 | 화순읍                                              | 국도 제29호선과 중복 국가지원지방도 제55호선과 중복 상행 진출 불가 하행 진입 불가 |
| 대리1교                        | 대동길 한고을길                                | 화순군 | 화순읍                                              | 국도 제29호선과 중복 국가지원지방도 제55호선과 중복                               |
| 대리2 교차로                   | 국가지원지방도 제55호선 (오성로) 칠충로        | 화순군 | 화순읍                                              | 대리교 구간 국도 제29호선과 중복 국가지원지방도 제55호선과 중복                   |
| 화순소방서                     | 학포로                                         | 화순군 | 화순읍                                              | 대리교 구간 국도 제29호선과 중복                                                  |
| 화순천교                       |                                                | 화순군 | 화순읍                                              | 국도 제29호선과 중복                                                              |
| 화순 나들목                    | 국도 제29호선 (화보로)                         | 화순군 | 화순읍                                              | 국도 제29호선과 중복                                                              |
| 다지 교차로                    | 광덕로                                         | 화순군 | 화순읍                                              |                                                                                   |
| 지실 교차로                    | 지실길                                         | 화순군 | 화순읍                                              | 상행 진출 불가 하행 진입 불가                                                     |
| 백동교                         |                                                | 화순군 | 화순읍                                              |                                                                                   |
|                                | 동면                                           | 화순군 |                                                     |                                                                                   |
| 용포 교차로                    | 충의로                                         | 화순군 |                                                     |                                                                                   |
| 운농터널                       |                                                | 화순군 | 연장 1055m                                          |                                                                                   |
| 천덕2터널                      |                                                | 화순군 | 연장 345m                                           |                                                                                   |
| 천덕1터널                      |                                                | 화순군 | 연장 271m                                           |                                                                                   |
| 동암 교차로                    | 천덕길                                         | 화순군 |                                                     |                                                                                   |
| 구암터널                       |                                                | 화순군 | 연장 672m                                           |                                                                                   |
| 구암 교차로                    | 국도 제15호선 국가지원지방도 제15호선 (모후로) | 화순군 | 국도 제15호선과 중복 국가지원지방도 제15호선과 중복 |                                                                                   |
| 구암삼거리                     | 충의로                                         | 화순군 | 국도 제15호선과 중복 국가지원지방도 제15호선과 중복 |                                                                                   |
| 복암삼거리                     | 지방도 제897호선 (규봉로)                      | 화순군 | 국도 제15호선과 중복 국가지원지방도 제15호선과 중복 |                                                                                   |
| 경치리 교차로                  | 적벽로                                         | 화순군 | 국도 제15호선과 중복 국가지원지방도 제15호선과 중복 | 이서면                                                                            |
| 연월 교차로                    | 국도 제15호선 국가지원지방도 제15호선 (동주로) | 화순군 | 동복면                                              | 국도 제15호선과 중복 국가지원지방도 제15호선과 중복 상행 진입 불가 하행 진출 불가 |
| 동복 교차로                    | 지방도 제822호선 (김삿갓로)                    | 화순군 | 동복면                                              |                                                                                   |
| 동복터널                       |                                                | 화순군 | 동복면                                              | 연장 394m                                                                         |
| 유천 교차로                    | 오지호로                                       | 화순군 | 동복면                                              |                                                                                   |
| 운알터널                       |                                                | 화순군 | 동복면                                              | 연장 약 945m                                                                      |
| 운알터널                       |                                                | 순천시 | 주암면                                              | 연장 약 945m                                                                      |
| 운룡교                         |                                                | 순천시 | 주암면                                              |                                                                                   |
| 주암터미널 주암면 행정복지센터 |                                                | 순천시 | 주암면                                              |                                                                                   |
| 주암사거리                     | 국도 제27호선 (주석로)                         | 순천시 | 주암면                                              | 국도 제27호선과 중복                                                              |
| 광천교                         |                                                | 순천시 | 주암면                                              | 국도 제27호선과 중복                                                              |
| 구산삼거리                     | 구산강변길                                     | 순천시 | 주암면                                              | 국도 제27호선과 중복                                                              |
| 주암초등학교                   |                                                | 순천시 | 주암면                                              | 국도 제27호선과 중복                                                              |
| 주암 나들목                    | 25호선 호남고속도로                            | 순천시 | 주암면                                              | 국도 제27호선과 중복                                                              |
| 문길삼거리                     | 국도 제18호선 국도 제27호선 (송광사길)         | 순천시 | 주암면                                              | 국도 제18호선과 중복 국도 제27호선과 중복                                         |
| 순천주암중학교                 |                                                | 순천시 | 주암면                                              | 국도 제18호선과 중복                                                              |
| 창촌삼거리                     | 국도 제18호선 (주목로)                         | 순천시 | 주암면                                              | 국도 제18호선과 중복                                                              |
| 사포교 서단                    | 동주로                                         | 순천시 | 주암면                                              |                                                                                   |
| 접치                           |                                                | 순천시 | 주암면                                              |                                                                                   |
|                                | 승주읍                                         | 순천시 |                                                     |                                                                                   |
| 접치삼거리                     | 동주로 신두길                                  | 순천시 |                                                     |                                                                                   |
| 신평교                         |                                                | 순천시 |                                                     |                                                                                   |
| 신평 교차로                    | 승주로 신전1길                                 | 순천시 |                                                     |                                                                                   |
| 봉곡교                         |                                                | 순천시 |                                                     |                                                                                   |
| 봉곡 교차로                    | 승주로 봉곡길                                  | 순천시 |                                                     |                                                                                   |
| 평지 교차로                    | 평지길                                         | 순천시 |                                                     |                                                                                   |
| 중대 교차로                    | 평지길                                         | 순천시 |                                                     |                                                                                   |
| 승평삼거리                     | 승평길                                         | 순천시 |                                                     |                                                                                   |
| 승주 나들목                    | 25호선 호남고속도로 승평동길                   | 순천시 |                                                     |                                                                                   |
| 순천승주중학교                 |                                                | 순천시 |                                                     |                                                                                   |
| 승주초등학교                   | 승주로                                         | 순천시 |                                                     |                                                                                   |
| 사현 교차로                    | 사현길                                         | 순천시 |                                                     |                                                                                   |
| 서평 교차로                    | 지방도 제857호선 (선암사길)                    | 순천시 |                                                     |                                                                                   |
| 서정 교차로                    | 승주로 서정남길                                | 순천시 |                                                     |                                                                                   |
| 원보교                         |                                                | 순천시 |                                                     |                                                                                   |
| 서평터널                       |                                                | 순천시 | 연장 398m                                           |                                                                                   |
| 용암교 월계교                  |                                                | 순천시 |                                                     |                                                                                   |
| 월계 교차로                    | 승주로                                         | 순천시 |                                                     |                                                                                   |
| 수릿재터널                     |                                                | 순천시 | 연장 922m                                           |                                                                                   |
| 수릿재터널                     | 서면                                           | 순천시 | 연장 922m                                           |                                                                                   |
| 대구2구 교차로                 | 대구2구길                                      | 순천시 |                                                     |                                                                                   |
| 대구2구교 대구1구교            |                                                | 순천시 |                                                     |                                                                                   |
| 대구1구 교차로                 | 승주로                                         | 순천시 |                                                     |                                                                                   |
| 학구삼거리                     | 국도 제17호선 (순천로)                         | 순천시 | 국도 제17호선과 중복                                |                                                                                   |
| 동산삼거리                     | 동산길                                         | 순천시 | 국도 제17호선과 중복                                |                                                                                   |
| 서순천 나들목                  | 10호선 남해고속도로 25호선 호남고속도로        | 순천시 | 국도 제17호선과 중복                                |                                                                                   |
| 순천전자고등학교               |                                                | 순천시 | 국도 제17호선과 중복                                |                                                                                   |
| 서면 행정복지센터 입구         | 임촌동길 죽평길                                | 순천시 | 국도 제17호선과 중복                                |                                                                                   |
| 동산초등학교                   |                                                | 순천시 | 국도 제17호선과 중복                                |                                                                                   |
| 선평삼거리                     | 국도 제17호선 (백강로)                         | 순천시 | 국도 제17호선과 중복                                |                                                                                   |
| 순천제일고등학교               |                                                | 순천시 | 삼산동                                              |                                                                                   |
| 가곡삼거리                     | 강변로                                         | 순천시 | 삼산동                                              |                                                                                   |
| 경찰서앞 교차로                | 신용길 조비길                                  | 순천시 | 삼산동                                              |                                                                                   |
| 삼산동 행정복지센터            |                                                | 순천시 | 삼산동                                              |                                                                                   |
| 순천대학교                     |                                                | 순천시 | 삼산동                                              |                                                                                   |
| 순천북부정류장                 |                                                | 순천시 | 매곡동                                              |                                                                                   |
| 의료원앞 교차로                | 강남로 도서관길 서문성터길 호남길              | 순천시 | 매곡동                                              | 종점                                                                              |

## 도로명
- 전북특별자치도
  - 정읍시 연지동 연지사거리 ~ 농소동 주천삼거리 : 충정로
  - 정읍시 농소동 주천삼거리 ~ 소성면 와석삼거리 : 소성로
  - 정읍시 소성면 와석삼거리 ~ 고창군 흥덕면 제하사거리 : 선운대로
  - 고창군 흥덕면 제하사거리 ~ 목화교 : 고인돌대로
  - 고창군 흥덕면 목화교 ~ 공음면 공음삼거리 : 선운대로
  - 고창군 공음면 공음삼거리 ~ 장곡리 : 용덕로
- 전라남도
  - 영광군 법성면 용덕리 ~ 성재 교차로 : 용덕로
  - 영광군 법성면 성재 교차로 ~ 함평군 월야면 외치리 : 영광로
- 광주광역시
  - 광산구 삼도동 ~ 지평 교차로 : 영광로
  - 광산구 지평 교차로 ~ 송정지하차도 남단 : 어등대로
  - 광산구 송정지하차도 남단 ~ 서구 농성역(농성 교차로) : 상무대로
  - 서구 농성역(농성 교차로) ~ 동구 남광주 교차로 : 대남대로
  - 동구 남광주 교차로 ~ 너릿재터널 : 남문로
- 전라남도
  - 화순군 화순읍 너릿재터널 ~ 화순 나들목 : 화보로
  - 화순군 화순읍 화순 나들목 ~ 동면 구암 교차로 : 화순로
  - 화순군 동면 구암 교차로 ~ 구암삼거리 : 충의로
  - 화순군 동면 구암삼거리 ~ 순천시 주암면 사포교 서단 : 동주로
  - 순천시 주암면 사포교 서단 ~ 승주읍 접치삼거리 : 접치길
  - 순천시 승주읍 접치삼거리 ~ 신평 교차로 : 승주로
  - 순천시 승주읍 신평 교차로 ~ 봉곡 교차로 : 봉덕로
  - 순천시 승주읍 봉곡 교차로 ~ 승주초등학교 : 승주로
  - 순천시 승주읍 승주초등학교 ~ 서면 대구1구 교차로 : 충의공로
  - 순천시 서면 대구1구 교차로 ~ 학구삼거리 : 승주로
  - 순천시 서면 학구삼거리 ~ 서면 선평삼거리 : 순천로
  - 서면 선평삼거리 ~ 중앙동 중앙사거리 : 중앙로

## 같이 보기
- 국가지원지방도 제22호선